# 祁秉忠
祁秉忠（1573年—1622年），明朝官员，青海西宁人，祁世勋的儿子。
万历十九年（1591年），袭任指挥同知。万历四十四年（1616年）为永昌参将。蒙古的银定歹青率领二千余骑入塞，祁秉忠提兵三百抵御，转战两昼夜。援军到达，蒙古军退走。祁秉忠追还掠夺的人畜，边人称颂他。擢升为凉州副总兵，授平羌将军印。万历四十六年（1618年）应诏率士兵赴东北，以功晋升为提督蓟辽左都督。经略袁应泰以其智勇推荐他，令他率家丁守蒲河。后来辽阳已被后金所破，天启二年（1622年），朝廷命他为援剿总兵官，驻防闾阳，援西平，战死。